# (74079) 1998 NS
(74079) 1998 NS – planetoida z pasa głównego asteroid okrążająca Słońce w ciągu 3,84 lat w średniej odległości 2,45 j.a. Odkryta 11 lipca 1998 roku.